# أندريا كوفسكا
أندريا كوفسكا ( مواليد 14 فبراير 2000) هي مغنية مقدونية مثلت مقدونيا الشمالية في مسابقة الأغنية الأوروبية لعام 2022.

## روابط خارجية
- أندريا كوفسكا على موقع ميوزك برينز (الإنجليزية)
- أندريا كوفسكا على موقع ديسكوغز (الإنجليزية)